# Boresse-et-Martron
Boresse-et-Martron är en kommun i departementet Charente-Maritime i regionen Nouvelle-Aquitaine i västra Frankrike. Kommunen ligger  i kantonen Montguyon som ligger i arrondissementet Jonzac. År 2022 hade Boresse-et-Martron 203 invånare.

## Befolkningsutveckling
Antalet invånare i kommunen Boresse-et-Martron
Referens:INSEE